# تپه رضاکلا
تپه رضا کلا مربوط به عصر آهن - دوره سلجوقیان است و در شهرستان بابلسر، بخش رودبست، دهستان پازوار، روستای رضاکلا واقع شده و این اثر در تاریخ ۲۶ اسفند ۱۳۸۶ با شمارهٔ ثبت ۲۲۰۲۰ به‌عنوان یکی از آثار ملی ایران به ثبت رسیده است.